# Sergej Tarasov
Sergej Petrovitj Tarasov (ry: Серге́й Петро́вич Тара́сов), född den 15 februari 1965 i Frunze i Kirgiziska SSR i Sovjetunionen, är en före detta sovjetisk/rysk skidskytt.
Tarasov vann sina första globala medaljer för Sovjetunionen i Lahtis i Tavastland i VM 1991. Efter Sovjetunionens upplösning representerade Tarasov Ryssland och var en av världens främsta skidskyttar under 1990-talet. Tarasov blev olympisk mästare individuellt i Lillehammer 1994 och världsmästare i Ruhpolding 1996 (både individuellt och i stafett). Utöver OS- och VM-medaljer vann Tarasov fyra världscuptävlingar.